# Isfabrik (Strasbourg)
 Der er for få eller ingen kildehenvisninger i denne artikel, hvilket er et problem. Du kan hjælpe ved at angive troværdige kilder til de påstande, som fremføres i artiklen.

Den tidligere isfabrik i Strasbourg på rue des moulins 5 er en fredet bygning fra det 17. århundrede.
48°34′51″N 7°44′31″Ø / 48.5808°N 7.74202°Ø